# کراسنی یار (استان آمور)
کراسنی یار (به لاتین: Krasny Yar) یک منطقهٔ مسکونی در روسیه است که در استان آمور واقع شده‌است.